# Papiros de Lahun

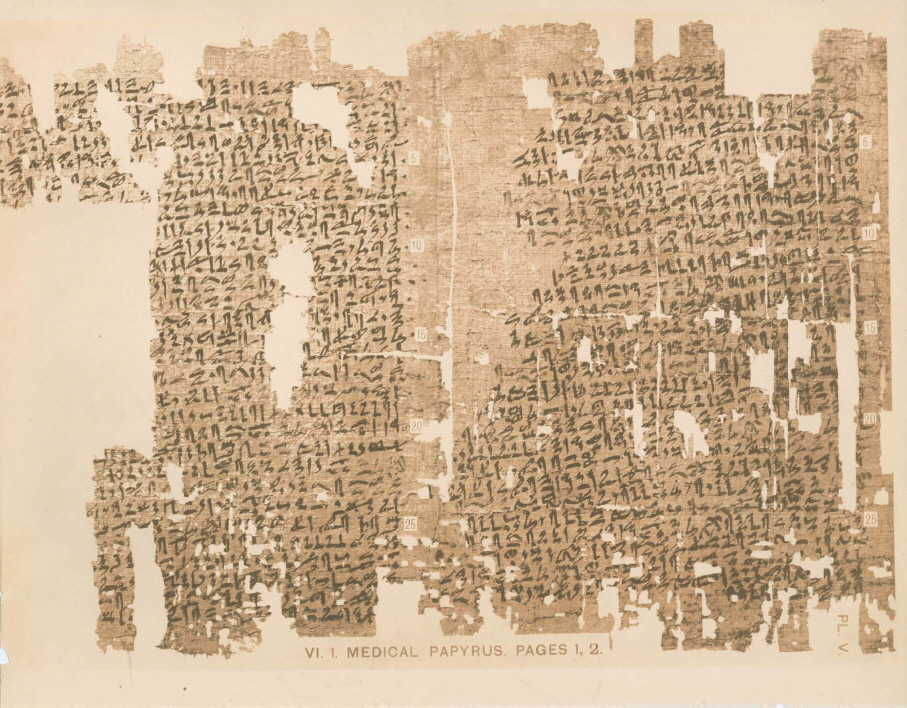
Fragmento de los Papiros de Kahun.
Papiro de Kahun VI, tratado médico de la Dinastía XII. (University College de Londres)

Los Papiros de Kahun, son una colección de papiros redactados en escritura hierática, encontrados en el año 1889 en el poblado obrero de Kahun, Egipto, por el gran egiptólogo Flinders Petrie. Han sido datados hacia el año 1800 a. C., durante el final de la dinastía XII del Imperio Medio.

Reproducen otros escritos más antiguos e incluyen, entre otras cosas, un tratado de matemáticas y otro de obstetricia, que revelan conocimientos médicos cuyo origen puede remontarse hasta el 3000 a. C.

## Sobre la denominación
La ciudad de Hetep Senusret, situada en lo que hoy es el poblado de la región de Al Fayum llamado en árabe al-Lāhūn, fue excavada  en 1888-1889 por Flinders Petrie, quien transcribió equivocadamente el nombre por Kahun, denominación que se ha transmitido a una parte considerable de la bibliografía.

## Descripción de los papiros
Los fragmentos fueron restaurados y traducidos por F. L. Griffith, aunque algunos han sido imposibles de descifrar, por su mal estado de conservación, aunque no hay duda que seis de los fragmentos contienen problemas matemáticos: 
- Cálculos de la división de dos por cada número impar de 3 a 21 (fragmento IV, 2),
- Posible cálculo del volumen de un contenedor cilíndrico de cereales (fragmento IV, 3).
- Resolución de la ecuación 1/2 x - 1/4 x = 5 (fragmento IV, 3)
- La raíz cuadrada aparece representada por primera vez.

También dan cuenta de una serie de observaciones médicas y remedios que eran utilizados en el Antiguo Egipto para tratar problemas de ginecología y obstetricia, como el tratamiento de las enfermedades de la vagina y del útero, así como métodos para el diagnóstico del embarazo y la determinación del sexo del feto, y se da una receta para un preparado contraceptivo: un supositorio vaginal preparado con heces de cocodrilo, miel y carbonato de sodio. Es el primer documento escrito acerca de la influencia de la música sobre el cuerpo humano.

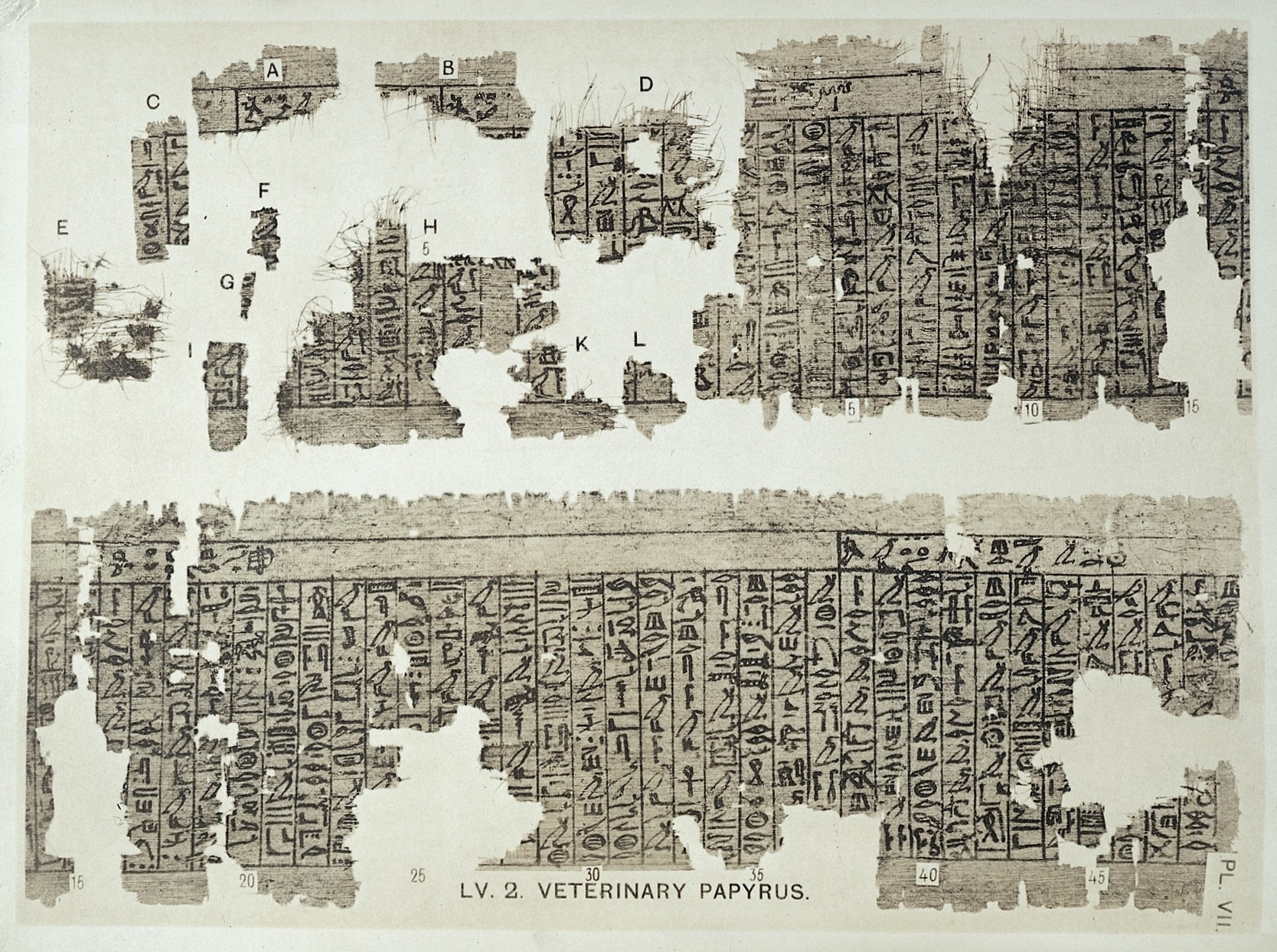
Papiros veterinarios. F.L. Griffith, Hieratic papyri from Kahun and Gurob.

Los papiros atestiguan la presencia de la veterinaria en Egipto. Describen enfermedades del ganado y su tratamiento, así como enfermedades de animales de compañía, como perros y gatos. Además de ritos mágicos, los tratamientos preventivos y curativos de enfermedades de los animales incluían baños fríos y calientes, fricciones, cauterizaciones, sangrías, castración, reducción de fracturas, etc.
El contenido matemático se analiza con todo detalle en el libro de Sylvia Couchoud, Mathématiques Égyptiennes. Recherches sur les connaissances mathématiques de l’Égypte pharaonique (editorial Le Léopard d’Or, 2004)), que analiza también el contenido matemático del Papiro Rhind, de Papiro de Moscú y de Papiro Ajmim.